# تفجير السفارة الإسرائيلية في لندن 1994
تفجير السفارة الإسرائيلية في لندن عام 1994 كان هجوما بسيارة مفخخة في 26 يوليو 1994 ضد مبنى السفارة الإسرائيلية في لندن. أصيب 20 مدنيا بجروح.

## الهجوم
انفجرت سيارة معبأة من 20 إلى 30 رطل من المتفجرات المتوقفة أمام السفارة بعد دقائق من مغادرة السائق لها. سمع دوي الانفجار الذي سبب أضرارا واسعة النطاق على بعد ميل واحد. بصرف النظر عن الأضرار التي لحقت في بناية السفارة فقد تم تفجير نوافذ المتاجر. وقع الهجوم بعد يوم واحد من لقاء ملك الأردن الحسين بن طلال ورئيس وزراء إسرائيل إسحاق رابين في واشنطن لبحث معاهدة السلام بين الأردن وإسرائيل.

## فيما بعد
وجه السفير الإسرائيلي وخبراء الاستخبارات البريطانية اللوم إلى متطرفين مؤيدين لإيران يزعم أنهم مرتبطون بحزب الله. بعد 13 ساعة انفجرت سيارة مفخخة خارج منزل بلفور الذي كان في ذلك الوقت مقر لأحد أكبر الجمعيات الخيرية اليهودية وهو النداء اليهودي الإسرائيلي المتحد مما أسفر عن إصابة ستة.
اعتقل خمسة فلسطينيين في لندن في يناير 1995 فيما يتعلق بالتفجيرات. في ديسمبر 1996 أدين اثنان منهم وهما خريجو العلوم الفلسطينية المتعلمان في المملكة المتحدة جواد بطمة وسمر العلمي بتهمة «التآمر على إحداث انفجارات» في أولد بيلي. حكم عليهما بالسجن 20 عاما وفقدا استئنافهما في عام 2001.
أطلق سراح بطمه من السجن في عام 2008.